# BLACK ROOM
『BLACK ROOM』（ブラック・ルーム）は、2015年公開の日本映画。

## 概要
辻岡正人監督作品としては初めて、世界三大映画祭の1つである第67回カンヌ国際映画祭へ出品された。
辻岡正人が企画、製作、プロデューサー、撮影監督、照明監督、美術監督、編集、脚本、監督、主演など十役を務め、情熱と貯金をつぎ込み、企画から5年をかけて作り上げた21世紀型新感覚バイオレンス官能映画。
異常性愛を扱う衝撃的作品で、公開前から注目を浴びた。
倫理や道徳を超越した「愛憎」をスタイリッシュかつバイオレンスな描写で大胆に切り取っていく。
元プロボクシング日本ミドル級王者、元シュートボクシング日本スーパーウェルター級王者の鈴木悟がスクリーンデビューすることでも話題となった。

## キャスト
- 辻岡正人
- 夕樹ゆう
- 朝霧涼
- 手塚眞
- 鈴木悟
- 団時朗
- 愛染恭子
- 小沼雄一
- 増田俊樹
- 鈴木太一
- 松本准平
- 田島基博
- 堀井彩
- 池田光正
- 笠原竜司
- 伊藤陽佑
- 柴田かよこ
- 東山麻美
- 御茶漬海苔